# 萨米·莱皮斯托
萨米·莱皮斯托（芬蘭語：Sami Lepistö，1984年10月17日—），芬兰男子冰球运动员。他曾代表芬兰参加2010年、2014年和2018年冬季奥林匹克运动会冰球比赛，共获得二枚铜牌。